# Уилсон, Фил
Фи́лип «Фил» Уи́лсон (англ. Philip "Phil" Wilson; род. 14 сентября 1965, Дамфрис) — шотландский кёрлингист.
В составе мужской сборной Великобритании выступал на зимних Олимпийских играх 1998, команда Великобритании заняла седьмое место.

## Достижения
- Чемпионат Европы по кёрлингу: бронза (1997).
- Чемпионат Шотландии по кёрлингу среди мужчин: бронза (2005).
- Чемпионат мира по кёрлингу среди юниоров: золото (1987).
- Чемпионат Шотландии по кёрлингу среди юниоров: золото (1987).

## Команды
| Сезон   | Четвёртый       | Третий       | Второй        | Первый        | Запасной                                     | Турниры                      |
| ------- | --------------- | ------------ | ------------- | ------------- | -------------------------------------------- | ---------------------------- |
| 1986—87 | Дуглас Драйбур  | Филип Уилсон | Lindsay Clark | Billy Andrew  |                                              | ЧШЮ 1987 · ЧМЮ 1987          |
| 1987—88 | Дуглас Драйбур  | Филип Уилсон | Lindsay Clark | Billy Andrew  |                                              | ЧЕ 1987 (6 место)            |
| 1997—98 | Дуглас Драйбур  | Питер Уилсон | Фил Уилсон    | Ronnie Napier | Джеймс Драйбур тренер: Алекс Ф. Торранс (ЧЕ) | ЧЕ 1997 · ЗОИ 1998 (7 место) |
| 2001—02 | Дуглас Драйбур  | Питер Уилсон | Филип Уилсон  | Ronnie Napier |                                              | [ 2 ]                        |
| 2004—05 | Хэмми Макмиллан | Филип Уилсон | Росс Патерсон | David Hardie  |                                              | ЧШМ 2005                     |
| 2005—06 | Хэмми Макмиллан | Филип Уилсон | Росс Патерсон | David Hardie  |                                              | ЧШМ 2006 (5 место)           |
| 2008—09 | Хэмми Макмиллан | Филип Уилсон | Росс Патерсон | Sandy Gilmour |                                              | ЧШМ 2009 (5 место)           |
| 2009—10 | Хэмми Макмиллан | Филип Уилсон | Росс Патерсон | Sandy Gilmour |                                              | [ 6 ]                        |

(скипы выделены полужирным шрифтом)

## Частная жизнь
Родился и вырос в Шотландии. Из семьи кёрлингистов: его брат Питер Уилсон выступал вместе с Филом на зимних Олимпийских играх 1998 в команде Великобритании.